# Лавренюк Максим Олександрович
Максим Олександрович Лавренюк  (13 січня 1986, УРСР) — український футболіст, воротар.